# いけないfool logic
「いけないfool logic」（いけないフール・ロジック）は、UNISON SQUARE GARDENの19thシングル。2023年9月27日にトイズファクトリーより発売された。
初回限定盤には特典として、2023年4月に行われた展示イベント「UNISON SQUARE GARDEN "Ninth Peel" museum」にて上映されたスタジオライブ映像「STUDIO LIVE at Bunkamura Studio」を収めたBlu-ray Discを付属。

## 概要
前作『カオスが極まる』から約11か月ぶりのシングルとなる。
表題曲「いけないfool logic」は、テレビアニメ『鴨乃橋ロンの禁断推理』のオープニング主題歌に起用されている。
詞曲の田淵曰く、「ロンとトトの心の交わりと、我々のエゴをまぜてこねた結果、バンド史上最もハッピーな楽曲が誕生してしまいました。」とコメントを発表した。
9月13日にジャケ写と各ショップの限定特典が発表された。CD両形態に付属するシリアルコードで、どこよりも速くMVをwebで閲覧できた。
カップリング曲「あまりに写実的な」は、初となるバンド名義作曲となっている。

## 収録内容
| 全作詞: 田淵智也。 |                                                                                |          |                      |                              |      |
| #                  | タイトル                                                                       | 作詞     | 作曲                 | 編曲                         | 時間 |
| 1.                 | 「いけないfool logic」(テレビアニメ『鴨乃橋ロンの禁断推理』オープニング主題歌) | 田淵智也 | 田淵智也             | UNISON SQUARE GARDEN、伊藤翼 | 4:14 |
| 2.                 | 「あまりに写実的な」                                                           | 田淵智也 | UNISON SQUARE GARDEN | UNISON SQUARE GARDEN         | 3:30 |

| #  | タイトル                   | 作詞 | 作曲・編曲 |
| -- | -------------------------- | ---- | ---------- |
| 1. | 「恋する惑星」             |      |            |
| 2. | 「Numbness like a ginger」 |      |            |
| 3. | 「カオスが極まる」         |      |            |
| 4. | 「スカースデイル」         |      |            |